# Udo Beyer
Udo Beyer (* 9. August 1955 in Stalinstadt) ist ein ehemaliger deutscher Leichtathlet. 1976 wurde er für die Deutsche Demokratische Republik (DDR) Olympiasieger im Kugelstoßen.

## Leben
Udo Beyer ist das älteste von sechs Geschwistern. Er wuchs auf dem Gut Breslack und in Eisenhüttenstadt auf. Wie alle seine Geschwister spielte er seit 1968 zunächst Handball bei der BSG Stahl Eisenhüttenstadt; als Mitglied der Bezirksauswahl Frankfurt war er ein erfolgreicher Torschütze. Auf Anraten seines Vaters, sich für eine Sportart zu entscheiden, spezialisierte er sich auf die Leichtathletik. Nach der Kinder- und Jugendspartakiade 1969 wechselte er an die Kinder- und Jugendsportschule in Frankfurt (Oder), die er bis zum Abitur besuchte. Bei der Spartakiade 1972 gewann er seinen ersten Titel. Gleichzeitig wurde er Mitglied des ASK Vorwärts Frankfurt. 1970 wurde er dort vom Trainer Fritz Kühl übernommen. 1973 wechselte er gemeinsam mit seinem Trainer zum ASK Vorwärts Potsdam, wo er sich völlig auf das Kugelstoßen konzentrierte; mit Lothar Hillebrand kam ein weiterer Trainer hinzu. In Potsdam studierte er neben dem Training an der Pädagogischen Hochschule und schloss als Diplom-Sportlehrer ab.

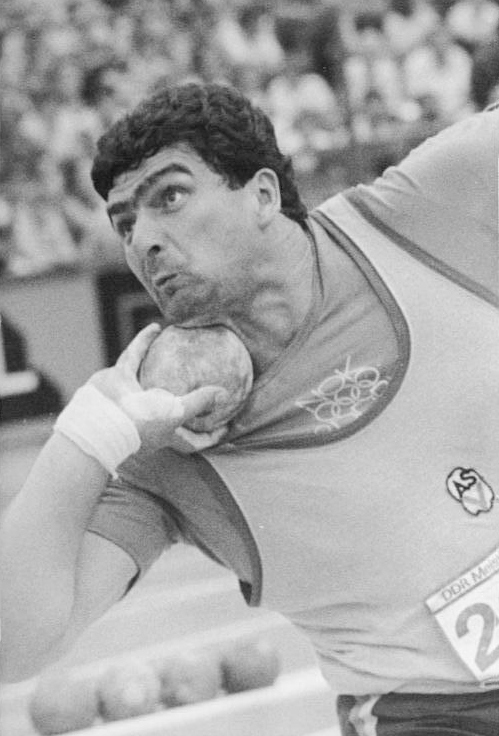
Udo Beyer 1981

Beyer wurde 1973 in Duisburg Junioreneuropameister. Im Erwachsenenbereich belegte er im Jahr darauf bei den Europameisterschaften in Rom Platz acht. 1976 gewann er bei den Olympischen Spielen in Montreal die Goldmedaille. Ein Jahr später wurde der erste Weltcup ausgerichtet, wo er ebenfalls gewinnen konnte. 1978 komplettierte Beyer seine Titelsammlung durch den Sieg bei den Europameisterschaften in Prag. In Moskau wurde Beyer bei den Olympischen Spielen Dritter, seinen Europameistertitel konnte er jedoch 1982 in Athen verteidigen.
Bei den ersten Weltmeisterschaften 1983 in Helsinki kam Beyer auf Platz sechs. Weil die DDR die Olympischen Spiele 1984 in den USA boykottierte, konnte er dort nicht starten. Bei den Europameisterschaften 1986 in Stuttgart gewann er die Bronzemedaille. Im Jahr darauf wurde er bei den Weltmeisterschaften 1987 in Rom erneut Sechster. Bei den Olympischen Spielen 1988 in Seoul kam er auf Platz vier. Danach hatte er seine Karriere eigentlich beendet, doch seine Frau brachte ihn 1990 dazu, es noch einmal bis 1992 zu versuchen. Bei den Europameisterschaften 1990 in Split erreichte er Platz fünf, bei den Olympischen Spielen in Barcelona kam er aber nicht mehr in die Endausscheidung.
Beyer hatte bei einer Größe von 1,94 m ein Wettkampfgewicht von 130 kg. Als Mitglied des Armeesportklubs (ASK) war Udo Beyer gleichzeitig Sportoffizier (Major) der Nationalen Volksarmee (NVA) und wurde als Hauptmann in die Bundeswehr übernommen. Beyer war jahrelang Kapitän der DDR-Leichtathletiknationalmannschaft.
Beyer soll während dieser Zeit als IM „Kapitän“ für die Stasi gearbeitet haben.
Nach dem Ende des Leistungssports erlernte Udo Beyer den Beruf eines Reiseverkehrskaufmanns und ist seit 1996 Inhaber eines Reisebüros in Potsdam. Er wohnt in Potsdam, ist seit 1976 verheiratet und hat zwei Töchter, von denen die jüngere 2001 schon im Alter von elf Jahren an einem angeborenen Herzfehler starb. Er engagiert sich aktiv als offizieller Botschafter der Stiftung Kinderhospiz Mitteldeutschland für todkranke Kinder und deren Familien. Bei der 12. Bundesversammlung im Jahr 2004 war er Vertreter der Partei des Demokratischen Sozialismus (PDS).
Bei den Olympischen Spielen 1980 in Moskau war Udo Beyer gemeinsam mit seiner Schwester Gisela und seinem Bruder Hans-Georg am Start. Dabei waren alle drei im Finale: Hans-Georg – Olympiasieger im Handball, Udo – Olympiadritter im Kugelstoßen und Gisela – vierter Platz im Diskuswurf. Seine Schwester Gudrun war 1992 gemeinsam mit ihm bei den Olympischen Spielen in Barcelona – als Physiotherapeutin der deutschen Fechter.

## Doping in der DDR
1991 konnten die Dopinggegner Brigitte Berendonk und Werner Franke mehrere Dissertationen und Habilitationsschriften ehemaliger DDR-Dopingforscher in der Militärmedizinischen Akademie Bad Saarow sicherstellen. Anhand der Arbeiten ließ sich die staatlich organisierte Dopingpraxis vieler bekannter DDR-Leistungssportler, darunter auch Udo Beyer, rekonstruieren. Den Angaben zufolge bekam er von 1983 bis 1984 hohe Dosen Oral-Turinabol (bis zu 3955 mg).
2012 stand er für den Dokumentarfilm „Einzelkämpfer“ vor der Kamera. Im Film, der im Rahmen der Berlinale 2013 seine Premiere feierte, gestand er die Einnahme verbotener Substanzen und sprach über das staatliche DDR-Zwangsdopingprogramm.
Brigitte Berendonk, selbst Kugelstoßerin, schätzte seine sportliche Leistung gleichwohl sehr hoch ein: „Fachlich sozusagen […] halte ich Udo Beyer für einen der stärksten Kugelstoßer, den es je gab; ein Ausnahmetalent, das wohl auch in einem anabolikafreien Sport Sieger gewesen wäre, möglicherweise um so überlegener, wenn auch wohl mit einer um 2 Meter geringeren Weite. Aber das wird man nun nicht mehr feststellen können. Schade, am meisten für ihn selbst.“

## Sportliche Erfolge

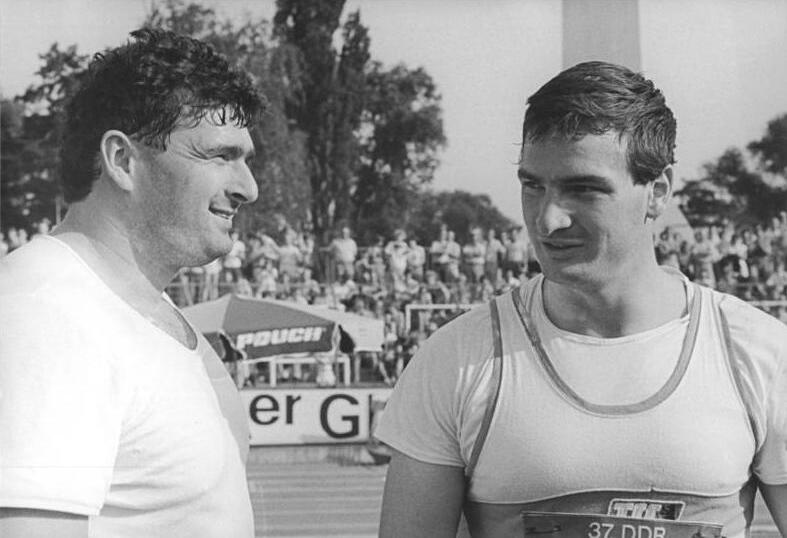
Udo Beyer (links) und Ulf Timmermann 1986 in Jena

Gemeinsam mit seinem langjährigen DDR-Konkurrenten Ulf Timmermann dominierte er über zehn Jahre die Konkurrenz in seiner Disziplin.
Olympische Spiele
- 1976 – Olympiasieger 21,05 m
- 1980 – Bronzemedaille 21,06 m
- 1984 – keine Teilnahme möglich wegen Boykott durch die DDR
- 1988 – 4. Platz 21,40 m
- 1992 – im Vorkampf ausgeschieden

Rekorde
Weltrekorde:
1. 6. August 1978: 22,15 m
2. 25. Juli 1983: 22,22 m
3. 20. August 1986: 22,64 m (11. Platz der Weltbestenliste, Stand: 14. September 2024)

Junioreneuroparekorde:
6,25-kg-Kugel (Junioren-Kugel)
1. 13. Juli 1973: 21,03 m

7,26-kg-Kugel (Männer-Kugel)
1. 7. Juli 1973: 19,63 m
2. 6. Juli 1974: 20,20 m
3. 21. Juni 1975: 20,97 m (aktueller Rekord, Stand: 7. August 2005)

Europameisterschaften
- 1973 – Junioreneuropameister
- 1974 – 8. Platz
- 1978 – Europameister
- 1982 – Europameister
- 1986 – Bronzemedaille
- 1990 – 5. Platz

IAAF-Weltcup, Kugelstoßen
- 1977, 1979 und 1981 – Sieger

Europacup, Kugelstoßen
- 1977, 1979 und 1981 – Sieger
- 1985 – 3. Platz

DDR-Meisterschaften
- 1974 – 2. Platz
- 1977–1987 – DDR-Meister (11-mal in Folge)
- 1988 – 2. Platz
- 1990 – 3. Platz
- 1980 – DDR-Hallenmeister

Kinder- und Jugendspartakiade
- 1972 – Spartakiadesieger

## Auszeichnungen
- 1978 – DDR-Sportler des Jahres
- 2-mal Vaterländischer Verdienstorden in Silber, 1976[9]
- 7-mal Verdienter Meister des Sport

## Filme
- Einzelkämpfer (2013): Dokumentarfilm über vier Spitzensportler der ehemaligen DDR, darunter Udo Beyer. Filmpremiere auf der Berlinale 2013